# Milan Brázdil
Milan Brázdil (* 5. listopadu 1962 Uherské Hradiště) je český politik a lékař. Od října 2013 poslanec Poslanecké sněmovny PČR, v letech 2014 až 2018 zastupitel města Olomouce, člen hnutí ANO 2011. Je členem Správní rady VZP ČR.

## Život
Vystudoval všeobecné lékařství na Vojenském lékařském výzkumném a doškolovacím ústavu Jana Evangelisty Purkyně v Hradci Králové, kde získal titul MUDr.
Po dvouleté praxi ve Vojenské nemocnici Olomouc získal v roce 1991 atestaci (nadstavbovou specializaci) v oboru všeobecná medicína a v roce 1999 atestaci v oboru urgentní medicína. V letech 1990 až 1991 působil jako náčelník zdravotnické služby výsadkové brigády speciálního určení Prostějov. Od roku 1991 pracuje jako samostatný lékař Letecké zdravotnické záchranné služby v Olomouci. K tomu ještě v letech 2004 až 2005 vykonával funkci ředitele olomouckého územního odboru Zdravotnické záchranné služby Olomouckého kraje.
Je členem řady odborných společností a držitelem několika licencí a certifikátů. V roce 2010 od prezidenta Václava Klause převzal ocenění Zlatý záchranářský kříž za to, že o rok dříve zachránil život muži, kterého do srdce zasáhla metr a půl dlouhá tříska z pily. Za tento zákrok obdržel v témže roce Cenu města Olomouce za počin roku (2009) v oblasti hrdinský čin – záchrana lidského života.
Milan Brázdil je ženatý, má dvě děti. Aktivně sportuje, jezdí na kole, lyžuje, má rád přístrojové potápění, u kterého je držitelem záchranářské licence. Je lektorem první pomoci a soudním znalcem v oblasti urgentní medicíny.

## Politické působení
Do politiky se pokoušel vstoupit v komunálních volbách v roce 2006, když kandidoval za Nezávislé demokraty (předseda V. Železný) do Zastupitelstva města Olomouce, ale neuspěl. Ve volbách do Poslanecké sněmovny PČR v roce 2006 kandidoval za NEZ/DEM v Olomouckém kraji, ale rovněž neuspěl (strana se do Sněmovny vůbec nedostala).
Ve volbách do Poslanecké sněmovny PČR v roce 2013 pak kandidoval jako nestraník na desátém místě kandidátky hnutí ANO 2011 v Olomouckém kraji a byl zvolen poslancem. Získal totiž 3 193 preferenčních hlasů a předskočil tak i olomouckého lídra Jaroslava Faltýnka, který se do Sněmovny také dostal.
V komunálních volbách v roce 2014 byl zvolen jako nestraník za hnutí ANO 2011 zastupitelem města Olomouce (uspěl díky preferenčním hlasům, když jich získal vůbec nejvíce ze všech 582 kandidátů v Olomouci a posunul se z původního 15. místa na konečné 1. místo kandidátky hnutí ANO 2011).
V roce 2015 se stal členem hnutí ANO 2011. Ve volbách do Senátu PČR v roce 2016 kandidoval za hnutí ANO v obvodu č. 61 – Olomouc. Se ziskem 33,18 % hlasů postoupil z prvního místa do druhého kola, v němž však prohrál poměrem hlasů 47,55 % : 52,44 % s kandidátem KDU-ČSL Lumírem Kantorem. Senátorem se tak nestal.
Grémium hnutí ANO 2011 jej navrhlo a schválilo jako kandidáta ve volbách do Poslanecké sněmovny PČR v roce 2017 na 6. místě kandidátky pro Olomoucký kraj. Získal 7 208 preferenčních hlasů, nakonec skončil na prvním místě kandidátky a obhájil tak mandát poslance.
V červnu 2018 označil homosexuály za postižené lidi, kteří by neměli být manželi a mít děti. Jeho výrok popudil poslankyni Karlu Šlechtovou, která jej vyzvala k omluvě. Následně jej kritizovali či vyzvali k omluvě také premiér Andrej Babiš a další straničtí kolegové Rostislav Vyzula či Marcela Melková.
V komunálních volbách v roce 2018 obhajoval za hnutí ANO 2011 post zastupitele města Olomouc, ale neuspěl (skončil jako první náhradník).
Ve volbách do Poslanecké sněmovny PČR v roce 2021 kandidoval za hnutí ANO 2011 na 6. místě v Olomouckém kraji. Získal však 6 497 preferenčních hlasů, skončil druhý a stal se tak znovu poslancem. V únoru 2022 byl Poslaneckou sněmovnou PČR zvolen členem Správní rady VZP ČR, a to jako nominant hnutí ANO.
V komunálních volbách v roce 2022 kandidoval do zastupitelstva Olomouce z 26. místa kandidátky hnutí ANO, ale nebyl zvolen.
Ve volbách do Senátu PČR v roce 2022 kandidoval za ANO v obvodu č. 61 – Olomouc. V prvním kole vyhrál s podílem hlasů 32,46 %, a postoupil tak do druhého kola, v němž se utkal s kandidátem KDU-ČSL Lumírem Kantorem. V něm prohrál poměrem hlasů 39,92 % : 60,07 %, a senátorem se tak nestal.
Ve sněmovních volbách v roce 2025 kandiduje na 7. místě kandidátní listiny hnutí ANO v Olomouckém kraji.